# (130391) 2000 JG81
(130391) 2000 JG81 ali  (130391) 2000 JG81 je čezneptunski asteroid, ki se nahaja v Kuiperjevem pasu. Spada v skupino tutinov. Za tutine je značilno, da so v resonanci 2 : 1 z Neptunom.

## Odkritje
Odkrili so ga na Observatoriju La Silla (Čile) 6. maja 2000.